# Hodometrica australis
Hodometrica australis är en kräftdjursart som först beskrevs av William Aitcheson Haswell 1882.  Hodometrica australis ingår i släktet Hodometrica och familjen Pagurapseudidae. Inga underarter finns listade i Catalogue of Life.